# Philippe Rozier
Philippe Rozier (Melun, 5 de febrero de 1963) es un jinete francés que compite en la modalidad de salto ecuestre. Es hijo del jinete Jean-Marcel Rozier.
Participó en tres Juegos Olímpicos de Verano, obteniendo una medalla de oro en Río de Janeiro 2016, en la prueba por equipos (junto con Kevin Staut, Roger-Yves Bost y Pénélope Leprevost), el sexto lugar en Los Ángeles 1984 y el cuarto en Sídney 2000, en la misma prueba.
Ganó una medalla de plata en el Campeonato Mundial de Saltos Ecuestres de 1994 y dos medallas de plata en el Campeonato Europeo de Saltos Ecuestres en los años 1987 y 1989.

## Palmarés internacional
| Juegos Olímpicos   | Juegos Olímpicos        | Juegos Olímpicos | Juegos Olímpicos |
| Año                | Lugar                   | Medalla          | Categoría        |
| ------------------ | ----------------------- | ---------------- | ---------------- |
| 2016               | Río de Janeiro (Brasil) | Medalla de oro   | Por equipos      |
| Campeonato Mundial |                         |                  |                  |
| Año                | Lugar                   | Medalla          | Categoría        |
| 1994               | La Haya (Países Bajos)  | Medalla de plata | Por equipos      |
| Campeonato Europeo |                         |                  |                  |
| Año                | Lugar                   | Medalla          | Categoría        |
| 1987               | San Galo (Suiza)        | Medalla de plata | Por equipos      |
| 1989               | Róterdam (Países Bajos) | Medalla de plata | Por equipos      |